# Pamphlebia simpliciaria
Pamphlebia simpliciaria là một loài bướm đêm trong họ Geometridae.